# Acrostico

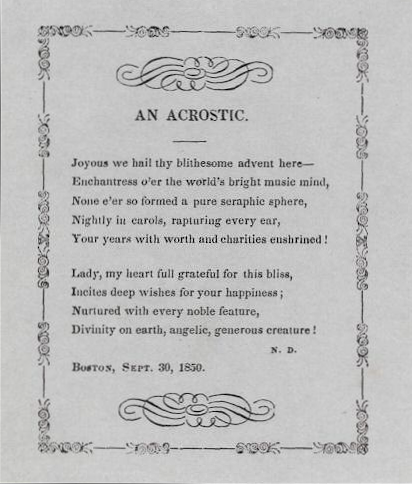
Acrostico di Nathaniel Dearborn pubblicato a Boston nel 1850: leggendo le prime lettere di ogni rigo, si forma il nome Jenny Lind

Un acrostico (dal greco tardo ἀκρόστιχον, composto di ἄκρον, «estremo» e στίχος, «verso») è un componimento poetico o un'altra espressione linguistica in cui le lettere o le sillabe o le parole iniziali di ciascun verso formano un termine o una frase di senso compiuto.

## Descrizione
In origine l'acrostico aveva certamente una funzione mnemonica e probabilmente una funzione magica. Si possiedono esempi di acrostici già in composizioni sacre babilonesi, per esempio quella che presentava così il nome del suo autore: «Saggil-kinam-ubbib, sacerdote degli incantesimi di Babilonia». Altri esempi di acrostici dell'antichità si rinvengono con la Bibbia, ad opera del profeta Geremia, con il "Libro delle Lamentazioni", i cosiddetti "Salmi alfabetici" in cui l'inizio di ogni verso presenta, nell'ordine, tutte le lettere dell'alfabeto (Salmi  25, 34, 119). Un altro esempio di acrostico nella Bibbia si trova forse nel libro di Ester; al versetto 5,4 si trova l'espressione «Venga oggi il re con Aman»: le iniziali delle parole in ebraico יָבוֹא הַמֶּלֶךְ וְהָמָן הַיּוֹם‎?, yavò hammèlekh veHamàn hayyòm, formano il tetragramma dvino, il nome di Dio. Tre antichi manoscritti biblici evidenziano in lettere maiuscole la prima lettera di ogni parola. La masora inoltre lo evidenzia in rubrica, cioè in lettere rosse.
I più antichi esempi di acrostici in greco risalgono ad Arato di Soli e a Nicandro; vi sono numerosi acrostici tra gli epigrammi dell'Antologia Palatina e nell'opera di Dionigi il Periegeta. Nella letteratura latina Cicerone testimonia che Ennio fu autore di acrostici; gli argomenti in versi delle commedie di Plauto, presentano in acrostici il titolo delle commedie stesse.
Fra i poeti cristiani, acrostici furono composti da Commodiano nelle sue Instructiones.  Famoso è anche l'acrostico posto all'inizio del Commento morale a Giobbe di Gregorio Magno, miniato da Florentius. Sono definiti acrostici anche i termini che risultano dalle lettere iniziali di singole parole anziché di versi: l'esempio più noto è l'acrostico cristologico ΙΧΘΥΣ, "pesce", costituito dalle iniziali della formula Ἰησοὺς Χριστὸς Θεοῦ Υιὸς Σωτήρ (Gesù Cristo Figlio di Dio Salvatore).
La tradizione dell'acrostico continuò nel Medioevo agli albori della letteratura italiana: molto famoso è l'acrostico costituito dai capoversi delle terzine dell'Amorosa visione con cui Giovanni Boccaccio dedicò l'opera a Maria d'Aquino. Un altro dei più celebri componimenti acrostici medievali è sicuramente il sonetto 5 del Canzoniere di Petrarca: Quando io movo i sospiri a chiamar voi.
Celebre è anche la scritta Viva V.E.R.D.I. che alcuni patrioti italiani avrebbero scritto sui muri di Modena durante i moti risorgimentali del 1859, per dissimulare l'acclamazione (Viva) Vittorio Emanuele Re D'Italia. Un acrostico spesso usato in ambito scolastico è Ma con gran pena le reca giù, coniato per far ricordare il nome delle varie sezioni delle Alpi (MArittime, COzie, GRAie, PENnine, LEpontine, REtiche, CArniche e GIUlie). L'opera Gödel, Escher, Bach: un'eterna ghirlanda brillante di Douglas Hofstadter fa ampio uso dell'acrostico.